# Carl Fredrik Hagen
Carl Fredrik Hagen (ur. 26 września 1991 w Oppegård) – norweski kolarz szosowy i górski.
Hagen początkowo uprawiał biegi narciarskie, startując bez większych sukcesów między innymi w mistrzostwach kraju. Następnie trenował kolarstwo górskie, dwukrotnie (2015 i 2016) zdobywając mistrzostwo Norwegii w maratonie cross-country.

## Osiągnięcia

### Kolarstwo szosowe
Opracowano na podstawie:

2016
- 1. miejsce w klasyfikacji górskiej Tour de Bretagne
- 2. miejsce w Sundvolden GP
- 1. miejsce w klasyfikacji górskiej Tour des Fjords
- 1. miejsce w klasyfikacji górskiej East Bohemia Tour

2017
- 2. miejsce w Sundvolden GP
- 2. miejsce w Ringerike GP
- 1. miejsce w klasyfikacji górskiej Ronde de l’Oise
- 2. miejsce w Tour Alsace
  - 1. miejsce na 3. etapie

2018
- 1. miejsce w Tour du Jura
- 2. miejsce w Sundvolden GP

2019
- 3. miejsce w mistrzostwach Norwegii (start wspólny)
- 8. miejsce w Vuelta a España

2020
- 3. miejsce w mistrzostwach Norwegii (start wspólny)

## Rankingi

### Kolarstwo szosowe
| Rok             | 2015 | 2016  | 2017 | 2018 | 2019 | 2020 | 2021  | 2022 | 2023  |
| --------------- | ---- | ----- | ---- | ---- | ---- | ---- | ----- | ---- | ----- |
| World Ranking   |      | 1040. | 409. | 348. | 145. | 346. | 1607. | 319. | 1275. |
| UCI Europe Tour | 684. | 710.  | 202. | 183. | 120. | 284. | 1134. | 256. | -     |
|                 |      |       |      |      |      |      |       |      |       |
| Źródło: UCI     |      |       |      |      |      |      |       |      |       |